# Dejan Savićević
Dejan Savićević (szerbül: Дејан Савићевић, Titograd, 1966. szeptember 15. –) jugoszláv és szerb-montenegrói válogatott labdarúgó, edző.
Előbb a jugoszláv majd pedig a szerb-montenegrói válogatott tagjaként részt vett az 1990-es világbajnokságon majd az 1998-as világbajnokságon.

## Sikerei, díjai
- Red Star
  - Jugoszláv bajnok (3): 1989–90, 1990–91, 1991–92
  - Bajnokcsapatok Európa-kupája (1): 1990–91
  - Jugoszláv kupa (1): 1989–90
  - Interkontinentális kupa (1): 1991
- AC Milan
  - Olasz bajnok (4): 1992–93, 1993–94, 1995–96
  - Olasz szuperkupa (4): 1992, 1993, 1994, 1996
  - UEFA-bajnokok ligája (1): 1993–94
  - UEFA-szuperkupa (1): 1994